# Lokia gamblesi
Lokia gamblesi là loài chuồn chuồn trong họ Libellulidae. Loài này được Lieftinck mô tả khoa học đầu tiên năm 1969.